# نجران، قریه
نجران (به عربی: نجران) یک روستا در سوریه است که در استان سویدا واقع شده‌است. نجران ۲٬۹۹۵ نفر جمعیت دارد.